# Fusarium filiferum
Fusarium filiferum är en svampart som först beskrevs av Preuss, och fick sitt nu gällande namn av Hans Wilhelm Wollenweber 1916. Fusarium filiferum ingår i släktet Fusarium och familjen Nectriaceae.   Inga underarter finns listade i Catalogue of Life.